# Gouvernement Moussa Mara
République du Mali
Ly M. Keïta II
Le 5 avril 2014, le président de la république du Mali, Ibrahim Boubacar Keïta a reçu la démission de son premier ministre Oumar Tatam Ly (en poste depuis septembre 2013). Il a nommé pour le remplacer Moussa Mara, par le décret n°2014-0249/p-RM.

## Composition du gouvernement du 11 avril 2014 Décret N°2014-0250/p-RM du 11 avril 2014[2]
- Ministre de la Justice, Garde des sceaux : Mohamed Aly Bathily
- Ministre de la Défense et des Anciens combattants : Soumeylou Boubèye Maïga
- Ministre de l’Intérieur et de la Sécurité : Général Sada Samaké
- Ministre de l’Économie et des Finances : Madame Bouaré Fily Sissoko
- Ministre de la Réconciliation nationale : Zahabi Ould Sidi Mohamed
- Ministre des Affaires étrangères, de l’Intégration africaine et de la Coopération internationale : Abdoulaye Diop
- Ministre du développement rural : Dr Bocary Téréta
- Ministre de la Solidarité, de l’Action humanitaire et de la Reconstruction du Nord : Hamadou Konaté
- Ministre de l’Équipement, des Transports et du Désenclavement : Colonel Abdoulaye Koumaré
- Ministre de l’Enseignement supérieur et de la recherche scientifique : Me Mountaga Tall
- Ministre de la Planification, de l’Aménagement du territoire et de la Population : Cheickna Seydi Ahamady Diawara
- Ministre des Domaines de l’Etat, des Affaires foncières et du Patrimoine : Tiéman Hubert Coulibaly
- Ministre du Travail, de la Fonction publique et des Relations avec les Institutions : Bocar Moussa Diarra
- Ministre du Commerce : Abdel Karim Konaté
- Ministre de l’Environnement, de l’Eau et de l’Assainissement : Abdoulaye Idrissa Maïga
- Ministre de la Décentralisation et de la Ville : Ousmane Sy
- Ministre de l’Urbanisme et de l’Habitat : Mahamadou Diarra
- Ministre de la Santé et de l’Hygiène publique : Ousmane Koné
- Ministre de l’Éducation nationale : Madame Togola Marie Jacqueline Nana
- Ministre de l’Économie numérique, de l’Information et de la Communication : Mahamadou Camara
- Ministre de l’énergie : Mamadou Frankaly Keïta
- Ministre des mines : Dr Boubou Cissé
- Ministre de l’Industrie et de la Promotion des investissements : Moustapha Ben Barka
- Ministre de l’Emploi et de la Formation professionnelle, Porte-parole du gouvernement : Mahamane Baby
- Ministre de la Femme de l’Enfant et de la Famille : Madame Sangaré Oumou Ba
- Ministre des Maliens de l’extérieur : Dr Abdrahamane Sylla
- Ministre de la Jeunesse et de la Construction Citoyenne : Me Mamadou Gaoussou Diarra
- Ministre des Sports : Housseini Amion Guindo
- Ministre de l’Artisanat et du Tourisme : Madame Berthé Aïssata Bengaly
- Ministre de la Culture : Madame N’Diaye Ramatoulaye Diallo
- Ministre des Affaires religieuses et du Culte : Thierno Amadou Omar Hass Diallo